# Sasti
Sasti es una ciudad censal situada en el distrito de Chandrapur en el estado de Maharashtra (India). Su población es de 4320 habitantes (2011). 

## Demografía
Según el censo de 2011 la población de Sasti era de 4320 habitantes, de los cuales 9069 eran hombres y 8624 eran mujeres. Sasti tiene una tasa media de alfabetización del 81,43%, inferior a la media estatal del 82,34%: la alfabetización masculina es del 88,82%, y la alfabetización femenina del 73,23%.